# Dives, Oise

Dives este o comună în departamentul Oise, Franța. În 1 ianuarie 2022 avea o populație de 376 de locuitori.